# Isole Perhentian
Le isole Perhentian (in malese Pulau Perhentian) sono un piccolo arcipelago situato al largo delle coste orientali della penisola malese, nel mar Cinese Meridionale, nello Stato del Terengganu in Malaysia.

## Geografia
Le due isole principali sono Perhentian Besar ("Perhentian Grande") e Perhentian Kecil ("Perhentian Piccola“), nei pressi di Kecil si trovano le isolette disabitate di Susu Dara, Seringgi e Rawa. Tutte le isole fanno parte del Pulau Redang National Marine Park.
I fondali sono ricchi di coralli e pesci tropicali, vero paradiso per i sommozzatori. Sulle isole non esistono strade. Lungo le spiagge, raggiungibili solo tramite barca, vi sono alcuni semplici resort per viaggiatori, su Kecil si trova un piccolo villaggio di pescatori con porticciolo e le scuole.